# Chmielinek
Chmielinek – wzniesienie na Równinie Drawskiej o wysokości 129,9 m n.p.m., położone w woj. zachodniopomorskim, w powiecie drawskim, w gminie Drawsko Pomorskie.
Około 0,8 km na południowy zachód od Chmielinka leży wieś Ziemsko.
Nazwę Chmielinek wprowadzono urzędowo w 1955 roku, zastępując poprzednią niemiecką nazwę Hopfen-Berg.